# Eva Wiberg

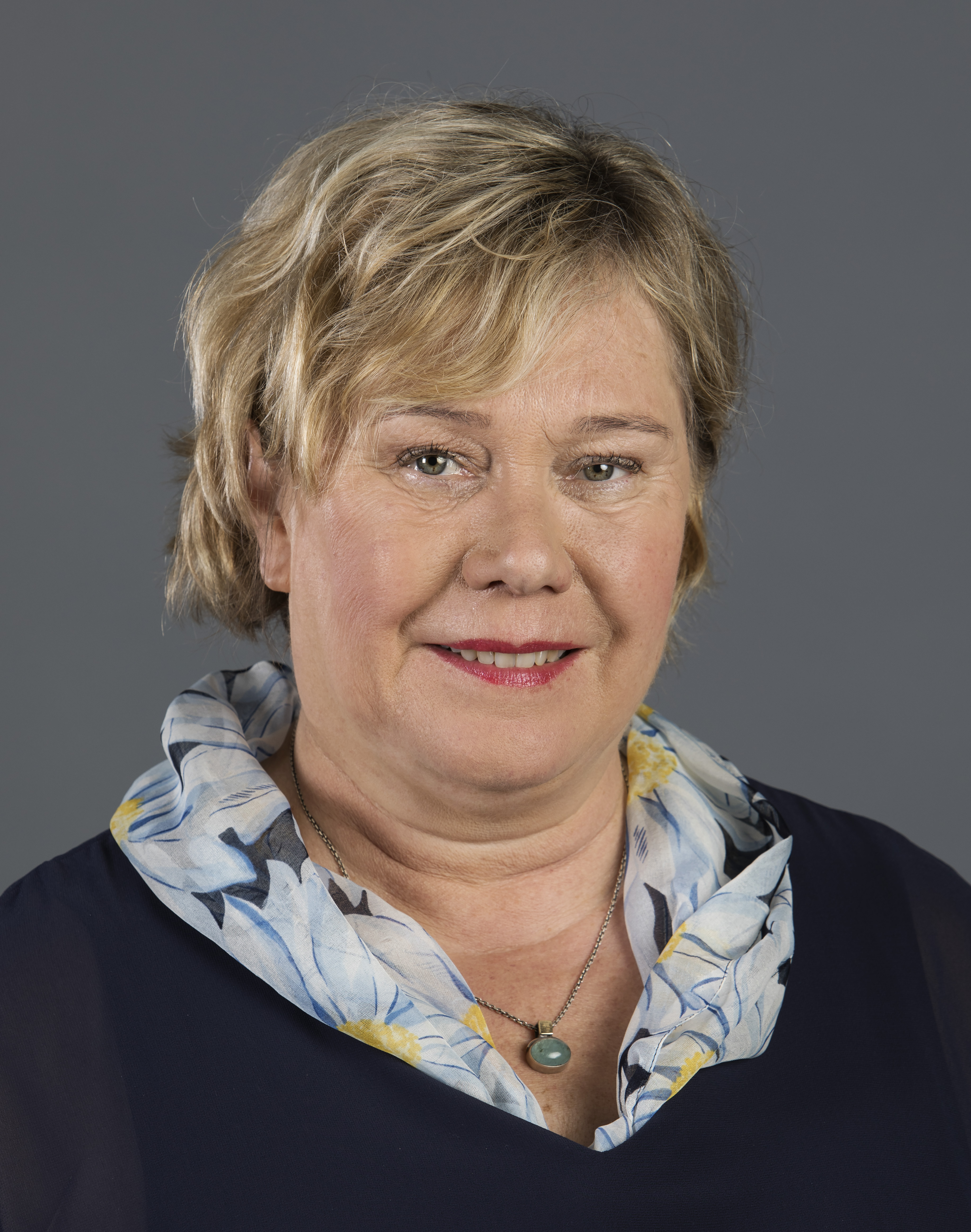
Eva Wiberg, 2017.

Eva Wiberg, född Östenberg 19 april 1958 i Malmö, är en svensk språkforskare, professor. Mellan 1 juli 2017 och 30 juni 2023 var hon rektor vid Göteborgs universitet.

## Biografi
Wiberg växte upp i Rom där hennes far Carl Eric Östenberg var verksam vid Svenska institutet i Rom och dess föreståndare 1970–1978. Wiberg studerade bland annat kinesiska, ryska, skandinaviska språk och Asiens historia vid Università la Sapienza och tog under 1980-talet en fil. kand. i språk vid Lunds universitet med huvudämnet italienska. Hon disputerade 1997 med en avhandling om tvåspråkighet hos italiensk-svenska skolbarn. Hennes forskning har handlat om andraspråksinlärning och tvåspråkighet, samt inom tempusforskning generellt.
Hon utnämndes 2012 till professor i italienska vid Lunds universitet, och var maj 2012—juni 2017 prorektor vid Lunds universitet. Under perioden februari 2015 till november 2016 var hon generaldirektör (executive director) för det internationella universitetsnätverket Universitas 21.
Hon var mellan juli 2017 och juni 2023 rektor vid Göteborgs universitet.

### Familj
Eva Wiberg är dotter till arkeologen Carl Eric Östenberg och syster till Carin Bartosch Edström.

## Utmärkelser, ledamotskap och priser
- Riddare av Italienska Solidaritetens stjärnorden (RItSolSO, 2005)[9]
- Ledamot av Vetenskapssocieteten i Lund (LVSL, 2002)[10]